# Крах операции «Террор»
«Крах операции „Террор“» — советско-польский двухсерийный исторический фильм по сценарию Юлиана Семёнова, экранное переложение его романа «Горение». Посвящён жизни и деятельности Ф. Э. Дзержинского. Продолжение фильма «Особых примет нет».

## Сюжет
1921 год. В Советской России голод и разруха. Банды эсеров уничтожают составы с продовольствием и взрывают мосты. В Польше Савинков ведёт переговоры с представителями западных держав о проведении террора против большевистского руководства. Польские коммунисты на митинге призывают оказать помощь умирающей от голода Советской России, но их разгоняет полиция. Когда всё-таки снаряжается состав с продовольствием, эсеры-террористы убивают сначала паровозную бригаду, а потом и четверых сопровождавших груз коммунистов. В антисоветской борьбе с ними конкурируют монархисты во главе с жандармским генералом Глазовым.
Назначенный наркомом путей сообщения Дзержинский для восстановления транспортной системы приглашает на работу «бывших»: инженеров-путейцев Борисова и Николаева. Параллельно в Варшаву отправляются чекисты для пресечения террористической деятельности Савинкова.

## В ролях
- Кшиштоф Хамец — Феликс Эдмундович Дзержинский
- Сергей Шакуров — чекист Иван Васильевич, «эсер Пронин»
- Елена Цыплакова — чекистка Лида, «Нина Батижур»
- Михаил Глузский — Красин
- Артём Карапетян — Артузов
- Виктор Маркин — Беленький
- Алексей Сафонов — Глеб Кржижановский
- Леонид Кулагин — инженер Кирилл Николаев
- Михаил Погоржельский — инженер Иван Борисов
- Андрей Миронов — генерал жандармерии Глеб Глазов
- Георгий Тараторкин — эмигрант Михаил Сладкопевцев
- Томаш Заливский — Винценты Матушевский, польский коммунист
- Анна Милевская — Ирена Космовска, депутат сейма от КПП
- Эдвард Вихура — депутат польского сейма
- Тадеуш Теодорчик — депутат польского сейма
- Казимеж Ивиньский — маршал польского сейма
- Хенрих Шлетыньский — английский премьер-министр Ллойд-Джордж
- Анджей Красицкий — английский министр иностранных дел
- Александр Пороховщиков — Савинков
- Игорь Кашинцев — эсер Чёрный
- Виктор Шульгин — эсер Протопопов
- Михаил Кокшенов — эсер Вася
- Йонас Вайткус — эсер Зензинов
- Влодзимеж Скочиляс — эсер Гершельман, помощник Зензинова
- Игорь Ясулович — бундовец Якимович
- Владимир Заманский — полковник Саульский
- Владимир Татосов — Сидней Рейли
- Георгий Георгиу — слуга
- Александер Фогель — бармен
- Юрий Катин-Ярцев — Павел Васильевич
- Евгений Шутов — Сухарьков, арестованный расхититель социалистической собственности
- Александр Пятков — рабочий
- Олег Мокшанцев — чекист
- Зыгмунт Малянович — Анджей
- Марек Фронцковяк — Янек
- Здзислав Шимборский — Мечислав
- Тадеуш Плюциньский — собеседник Савинкова в казино
- Борис Юрченко — эпизод [2]